# Вакария (футболист)
Ола́вио До́рико Вие́йра, более известный по прозвищу Вака́рия (порт. Olávio Dorico Vieira; Vacaria; 26 января 1949, Урусанга, Санта-Катарина — 30 июля 2016, Каноас, Риу-Гранди-ду-Сул), — бразильский футболист и тренер. Наиболее известен по выступлениям за «Интернасьонал» в 1970-е годы.

## Биография
Олавио Дорико Виейра дебютировал на любительском уровне в составе команды «Глория» из города Вакария (штат Риу-Гранди-ду-Сул). На тот момент ему было всего 16 лет. На взрослом профессиональном уровне стал выступать через три года — вместе с клубом «14 июля» (Пасу-Фунду) он выиграл второй дивизион чемпионата штата Риу-Гранди-ду-Сул. В то же время он получил своё прозвище Вакария, в честь города, который представлял его первый клуб «Глория». Во время тренировки мяч, который направил Олавио, покинул пределы стадиона, и один из партнёров одобрительно сказал: «Вот так бьют по мячу в Вакарии!».
В 1970 году Вакария перешёл в «Интернасьонал». Первые два года в команде он не мог конкурировать за место в основе, и для увеличения практики его отдали в аренду в «Фигейренсе» в 1972 году. Этот шаг пошёл на пользу молодому игроку, который завоевал со своей командой титул чемпиона штата Санта-Катарина. В 1973 году вернулся в «Интер», где тренер Дино Сани стал давать Вакарии значительно больше игрового времени. Вместе с «Интером» Вакария шесть раз выигрывал Лигу Гаушу. В 1975 году помог своей команде стать чемпионом Бразилии, но из-за травмы пропустил финальные игры против «Крузейро». В 1976 году этот пробел был устранён, и Вакария стал «бикампеоном» Бразилии, в том числе приняв участие в финальной игре против «Коринтианса» (2:0). Вакария был непререкаемым игроком основы при Рубенсе Минелли.
Последние два года в карьере футболиста Вакария провёл в «Палмейрасе». В 1978 году вновь дошёл до финала чемпионата Бразилии, но в решающих матчах «вердау» уступили «Гуарани» из Кампинаса.
В 1981 по 2008 года возглавлял в качестве главного тренера более четверти сотни клубов, некоторые по нескольку раз. Среди наиболее известных команд, с которыми работал Вакария, — «Атлетико Паранаэнсе», «Шапекоэнсе», «Фигейренсе», «Крисиума», «Аваи», СЭР Кашиас. Однако в основном это были небольшие команды уровня чемпионата штата, причём зачастую — даже не высшего дивизиона. Достижения на тренерском уровне у Вакарии значительно более скромные в сравнении с его игровой карьерой — титул чемпиона штата Санта-Катарина 1998 года, а также победа Серии B Лиги Гаушу в 2003 году.
В 2013 году перенёс инсульт, в 2015 году ему был поставлен диагноз гепатит C. Умер в Каноасе 30 июля 2016 года в возрасте 67 лет от полиорганной недостаточности.

## Титулы и достижения
В качестве игрока
- Чемпион штата Риу-Гранди-ду-Сул (6): 1970, 1971, 1973, 1974, 1975, 1976
- Чемпион Второго дивизиона Лиги Гаушу (1): 1968
- Чемпион штата Санта-Катарина (1): 1972
- Чемпион Бразилии (2): 1975, 1976
- Вице-чемпион Бразилии (1): 1978

В качестве тренера
- Чемпион штата Санта-Катарина (1): 1998
- Чемпион Второго дивизиона Лиги Гаушу (1): 2003